# Josiah Alan Brooks
Josiah Alan Brooks, známý jako Jazza (* 20. dubna 1989, stát Victoria, Austrálie), je australský ilustrátor, animátor, zpěvák, hudebník a youtuber. Na jeho YouTube kanálu Draw with Jazza, kde se prezentuje jako YouTube umělec, přesáhl 4 miliony odběratelů.

## Kariéra
Narodil se jako páté ze šesti dětí a vyrůstal v australském státě Victoria. Jako 12letý se začal věnovat umění. Během střední školy začal kreslit a animovat v programech Microsoft PowerPoint a Adobe Flash. V roce 2003 se přidal ke společnosti Newgrounds a v roce 2006 vydal svou první hru, vytvořenou pomocí Adobe Flash. V 2012 si založil YouTube kanál Draw with Jazza s radami, jak kreslit člověka a jeho anatomii. K 7. dubnu 2019 má tento kanál více než 4 miliony odběratelů a více než 570 milionů zhlédnutí. 5. července 2019 představil novou metodu „Creative reach artistic paradigm“ (kreativní natahovací umělecká paradigma).

## Osobní život
Je ženatý, má dvě děti: syna (* 2015) a dceru (* 2018).

## Tvorba
- Creating Characters: Fun and Easy Guide to Drawing Cartoons and Comics – kniha
- Cartoon It Up – televizní animovaný seriál vysílán na ABC Me a ABC IVIEW
- Jazz 's Arty Games – mobilní a počítačová aplikace
- Jazz 's Coloring eBook! – digitální kniha